# Remi Bogaert
Remi Bogaert (Kallo, 31 augustus 1927 - Herk-de-Stad, 4 juli 1991) was een Belgische volksvertegenwoordiger.

## Levensloop
Bogaert werd geboren in Kallo, waar hij opgroeide op de Sint-Annahoeve in de Sint-Annapolder.
Bogaert studeerde aan de Universiteit van Leuven voor landbouwingenieur. Hij bleef na zijn studies op de Sint-Annahoeve wonen en werken. Als vrije student volgde hij ook aan studies veearts. Later werd hij directeur bij het veevoederbedrijf Versele-Laga uit Deinze.
In 1963 werd Bogaert tot volksvertegenwoordiger verkozen voor de CVP in het arrondissement Sint-Niklaas. Hij bleef zetelen tot in 1965.
Vanaf de jaren 70 werd er in de streek waar Bogaert woonde, onteigend voor de aanleg van de Waaslandhaven, een uitbreiding van de haven van Antwerpen op de linkeroever van de Schelde. Volledige polders, gehuchten en hoeves werden gesloopt. Bogaert voerde lang strijd tegen vele onteigeningen. Hij streed voor het behoud van onder meer zijn eigen Sint-Annahoeve en dat van het dorp Doel. Samen met de andere actievoerders verloor hij de strijd en in 1990 verdween zijn Sint-Annahoeve. Een jaar later overleed Bogaert.